# Sút... dzô, sút... dzô !
Sút... dzô, sút... dzô ! là một phim thể thao của đạo diễn Trương Dũng, phát hành năm 1998.

## Nội dung
Ở xóm nọ có chàng Quốc Chinh (Quốc Cường) mê đá banh từ nhỏ, song bị má - bà Ba Khọt (Ngọc Giàu) - bắt học làm kĩ sư, bác sĩ và cấm coi banh trên vô tuyến. Nhà sát vách còn có một người bí ẩn là ông Long (Việt Anh) ngồi xe lăn và đứa con gái tên My (Y Phụng). Dần dà với niềm đam mê đá banh, hai cha con nhà này đã âm thầm giúp Chinh thực hiện ước mơ.

## Kĩ thuật
Bộ phim được quay trong khoảng 3 tháng tại Sài Gòn và Đồng Tháp năm 1997, sau đó đem chiếu rạp một thời gian ngắn và chuyển sang phát hành betacam. Xuất phẩm nhanh chóng gây cơn sốt tại các quầy cho thuê băng đĩa bấy giờ.

### Sản xuất
- Thư kí: Duy Uyên
- Họa sĩ: Thanh Liêm
- Hóa trang: Hoài Anh
- Kịch vụ: Thế Hùng
- Đạo cụ: Đỗ Đáng
- Phục trang: Ánh Nga
- VCR: Nhất Định
- Dựng phim: Dân Hồng, Bạch Đằng
- Đồ họa: Ngọc Phúc
- Âm thanh: Hữu Thiện, Ngọc Hòa
- Đóng thế: Tiến Dũng, Quốc Thịnh, Quốc Hùng, Công Hiếu, Thiện Hiếu, Hoàng Hải, Thanh Hoàng, Văn Đức, Duy Hoàng

### Diễn xuất
- Lê Huỳnh Đức... Huỳnh Đoàn
- Nguyễn Hồng Sơn... Hồng Sinh
- Huỳnh Quốc Cường... Quốc Chinh
- Trần Công Minh... Đăng Khôi
- Ngọc Giàu... Bà Ba Khọt
- Việt Anh... Ông Long
- Thành Lộc... Trợ lí Nam Rô
- Y Phụng[3]... My
- Lê Vũ Cầu... Ông bầu Mạnh
- Bạch Long... Trọng tài 1
- Nguyễn Huỳnh... Trọng tài 2
- Hoàng Sơn... Phát thanh viên
- Kiều Mai Lý... Bà Tư
- Mạc Can... Ông Can
- Lê Bình... Thủ môn
- Tiến Dũng... Ngưu
- Kim Ngân... Ngân
- Uyên Phương... Em gái Đoàn
- Minh Thư... My (nhỏ)
- Hữu Minh... Chinh (nhỏ)
- Đức Minh... Đoàn (nhỏ)
- Hồng Xuân
- Trần Nhung
- Quý Quốc
- Hồng Sơn

### Nhạc phẩm
- Sút, sút, sút nữa đi...!
  - Sáng tác: Tô Thanh Tùng
  - Trình bày: Bảo Quốc

| Vì sao tôi say mê đá banh (đá vô, đá vô, đá vô) Vì sao anh say mê đá banh (đá vô, đá vô, đá vô) Dù có ở thật xa, dù nắng cháy làn da, cũng theo gót đội ta Quyết đấu ! Quyết thắng ! Vì sao tôi say mê đá banh (đá vô, đá vô, đá vô) Và em sao say mê đá banh (đá vô, đá vô, đá vô) Cả sân bóng vùng lên, rồi ai nấy ngả nghiêng, cả giây phút thần tiên Sút... vào ! Bóng đá - những đêm thức trắng bên màn ảnh nhỏ (Mundial, Euro, SEAGames) Bóng đá - những tên tuổi đã đi vào danh sử (Pelé, Platini, Ronaldo) Khi trái bóng còn lăn, tôi còn ra sân, tôi còn theo chân làm cổ động Khi nước mắt buồn vui, kẻ thắng người thua, trong cuộc tranh đua Sút ! | Cùng nhau ta say mê đá banh (đá vô, đá vô, đá vô) Rồi ta luôn bên nhau đá banh (đá vô, đá vô, đá vô) Từ biên góc vượt lên, chuyền qua tới giữa sân, rồi đưa xuống cầu môn Sút... hổng vào rồi ! Ngày nay tôi say mê đá banh (đá vô, đá vô, đá vô) Ngày mai vẫn say mê đá banh (đá vô, đá vô, đá vô) Dù cho nắng dù mưa, dù chiến thắng dù thua, hãy cứ sút nữa đi Sút... vào ! Bóng đá - những đêm thức trắng bên màn ảnh nhỏ (Mundial, Euro, SEAGames) Bóng đá - những tên tuổi đã đi vào danh sử (Pelé, Platini, Ronaldo) Khi trái bóng còn lăn, tôi còn ra sân, tôi còn theo chân làm cổ động Khi nước mắt buồn vui, kẻ thắng người thua, trong cuộc tranh đua Sút... không vào ! |